# Medal Straży Wybrzeża
Medal Straży Wybrzeża (ang. Coast Guard Medal) – amerykański medal wojskowy. Ustanowiony przez Kongres w 1949 roku (pierwsze nadanie miało miejsce dopiero w roku 1958). Przyznawany jest członkom amerykańskiej Straży Wybrzeża, którzy odznaczyli się heroizmem poza sytuacją starcia z nieprzyjacielem.

## Statut
Medal zajmuje ósme miejsce w aktualnej precedencji amerykańskich odznaczeń wojskowych i jest równorzędny z Medalem Żołnierza, Medalem Marynarki Wojennej i Piechoty Morskiej i Medalem Lotnika przyznawanymi za te same czyny osobom służącym kolejno: w armii lądowej, marynarce wojennej i piechocie morskiej oraz w siłach powietrznych.
Medal ten przyznawany jest przede wszystkim tym członkom Straży Wybrzeża, którzy narażali własne życie w celu ratowania innych osób (towarzyszy broni, osób cywilnych, jeńców wojennych) nie bezpośrednio w starciu z nieprzyjacielem; może być nadawany również w czasie pokoju. Do odznaczenia kwalifikuje się również żołnierz, którego heroiczne działania ratunkowe ostatecznie zakończyły się niepowodzeniem. Jeśli medal zostanie nadany za taki akt odwagi, za który w walce przyznany byłby Coast Guard Cross, odznaczony ma prawo do wyższej o 10% emerytury wojskowej (tak, jak za przyznanie CGC).

## Opis
Medal został zaprojektowany przez Thomasa Hudsona Jonesa z Instytutu Heraldyki Armii Stanów Zjednoczonych. Jest wykonany z brązu i ma kształt ośmiokąta. Na awersie pośrodku widnieje pieczęć Straży Wybrzeża, umieszczona w okrągłym obramowaniu. Wstążka medalu nawiązuje do barw Straży Wybrzeża: po bokach i środku znajdują się trzy szersze paski w kolorze jasnoniebieskim, a pomiędzy nimi naprzemiennie cztery białe i trzy czerwone wąskie paski. Kolejne nadania medalu zaznacza się poprzez okucie w kształcie złotej gwiazdy na wstążce i baretce.